# Song Qingling
Acesta este un nume chinezesc; numele de familie este Song.| Song Qingling                                                                                        |                                                                                                                   |
| | |
| Date personale                                                                                       | |
| Născută                                                                                              | 27 ianuarie 1893[1][2][3][4] Shanghai, Republica Populară Chineză                                                 |
| Decedată                                                                                             | 29 mai 1981 (88 de ani)[1][2][3][4] Beijing, Republica Populară Chineză                                           |
| Înmormântată                                                                                         | grave of Soong Ching-ling[*]                                                                                      |
| Cauza decesului                                                                                      | cauze naturale (leucemie)                                                                                         |
| Părinți                                                                                              | Charlie Soong[*] Ni Kwei-tseng[*]                                                                                 |
| Frați și surori                                                                                      | Soong Ai-ling[*] Soong May-ling[*] T. V. Soong[*] Soong Tse-an[*] T. L. Soong[*]                                  |
| Căsătorită cu                                                                                        | Sun Iat-sen (25 octombrie 1915–12 martie 1925)                                                                    |
| Cetățenie                                                                                            | Dinastia Qing (27 ianuarie 1893–1912) Republica Chineză (1912–1949) Republica Populară Chineză (1949–29 mai 1981) |
| Ocupație                                                                                             | politiciană |
| Limbi vorbite                                                                                        | limba chineză[3][5] limba engleză                                                                                 |
| Honorary President of the People's Republic of China                                                 | |
| În funcție 16 mai 1981 – 29 mai 1981                                                                 | |
| Chairman of the Standing Committee of the National People's Congress                                 | |
| În funcție 6 iulie 1976 – 5 martie 1978                                                              | |
| Precedat de                                                                                          | Zhu De[*] |
| Succedat de                                                                                          | Ye Jianying[*] |
| Vice Chairman of the Standing Committee of the National People's Congress                            | |
| În funcție 17 ianuarie 1975 – 28 mai 1981                                                            | |
| Vicepreședinte al Republicii Populare Chineze                                                        | |
| În funcție 27 aprilie 1959 – 17 ianuarie 1975                                                        | |
| Precedat de                                                                                          | Zhu De[*] |
| Succedat de                                                                                          | Ulanhu[*] |
| Membru al Congresului Național al Poporului                                                          | |
| Legislatură                                                                                          | 5th National People's Congress[*] 4th National People's Congress[*]                                               |
| Vice-Chairperson of the National Committee of the Chinese People's Political Consultative Conference | |
| | |
| Premii                                                                                               | mejdunarodnaia Stalinskaia premia «Za ukreplenie mira mejdu narodami»[*] (1951)                                   |
| Partid politic                                                                                       | PCC KMT Revolutionary Committee of the Chinese Kuomintang[*]                                                      |
| Ideologie                                                                                            | Trei Principii ale Omului                                                                                         |
| Alma mater                                                                                           | McTyeire School[*] Wesleyan College[*]                                                                            |
| Semnătură                                                                                            | |
| | |
| Modifică date / text                                                                                 | |
Rosamond Song Qingling (n. 27 ianuarie 1893, Shanghai, Republica Populară Chineză – d. 29 mai 1981, Beijing, Republica Populară Chineză) a fost o politiciană chineză. Ca cea de-a treia soție a lui Sun Iat-sen, unul dintre liderii revoluției din 1911 care a creat Republica Chineză, ea era adesea stilată ca Doamna Sun Iat-sen. Se trage din familia Song și, alături de frații ei, a jucat un rol important în politica Chinei înainte și după 1949.
După înființarea Republicii Populare Chineze în 1949, ea a deținut mai multe poziții importante în noul guvern, inclusiv Vice-Președinte (1949-1954; 1959-1975) și Vice-Președinte al Comitetului Permanent al Congresului Național al Poporului (1954-1959; 1975-1981) și a călătorit în străinătate la începutul anilor 1950, reprezentând țara la o serie de evenimente internaționale. În timpul Revoluției Culturale, ea a fost puternic criticată. În urma eliminării lui Liu Shaoqi ca președinte în 1968, ea și Dong Biwu, în calitate de vicepreședinți, au devenit, de facto, șefii de stat ai Chinei până în 1972, atunci când Dong a fost numit Președinte Interimar. Song a supraviețuit crizei politice în timpul Revoluției Culturale, dar a apărut mai puțin frecvent după 1976. În calitate de Președinte al Comitetului Permanent al Congresului Național al Poporului din 1976 până în 1978, Song a fost din nou șeful interimar al statului. În timp ce era bolnavă în mai 1981, ea primit titlul special de „Președinte Onorific al Republicii Populare Chineze”.

## Viață și activitate înainte de 1949

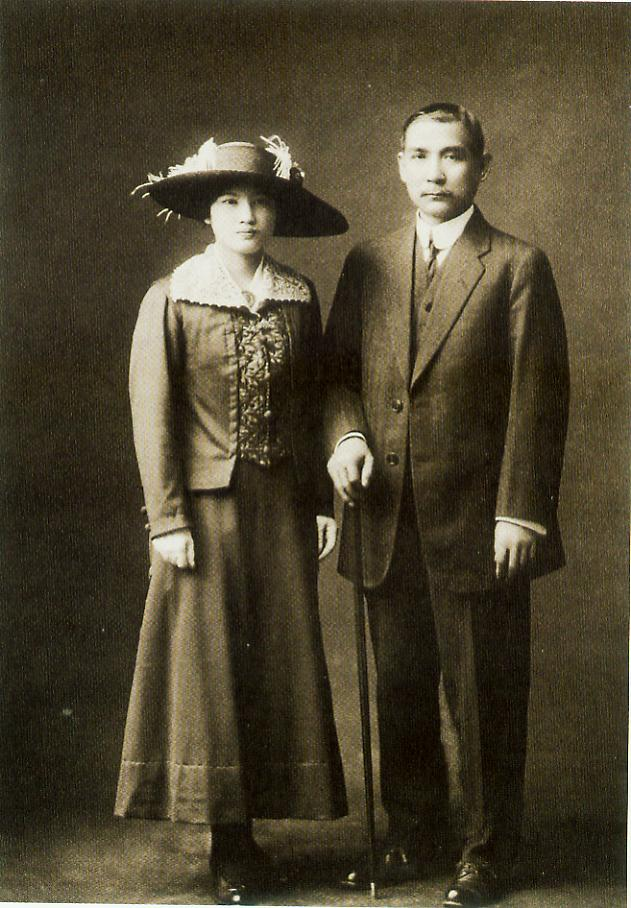
Fotografia de nuntă a lui Sun Yat-sen și Song Qingling (1915)

Song Qingling s-a născut în familia omului de afaceri și misionar Charlie Soong în Chuansha, Pudong, Shanghai, fiind cel de-al doilea dintre cei șase copii. A absolvit Școala de Fete McTyeire în Shanghai și Wesleyan College în Macon, Georgia, Statele Unite ale Americii. Ca și surorile ei, vorbea fluent limba engleză deoarece a fost educată în limba engleză pentru cea mai mare parte din viață. Numele creștin a fost Rosamonde. În primii ani, numele romanizat din pașaport era Chung-ling Soong, iar pe diploma de la Wesleyan College numele este trecut ca Rosamonde Chung-ling Soong.
Song s-a căsătorit cu Sun Iat-sen, liderul revoluției din 1911 și fondator al Kuomintang (KMT sau Partidul Naționalist), pe 25 octombrie 1915, contrar dorinței părinților săi. Dr. Sun era cu 26 de ani mai în vârstă. După moartea lui Sun în 1925, a fost aleasă în Comitetul Executiv Central KMT. Cu toate acestea, ea a părăsit China și a plecat în Moscova după alungarea comuniștilor din KMT în 1927, acuzând KMT de trădarea moștenirii soțului ei. Sora ei mai mică, Meiling, s-a căsătorit cu Chiang Kai-shek la scurt timp după aceea.

## Funcții politice și activitate după 1949

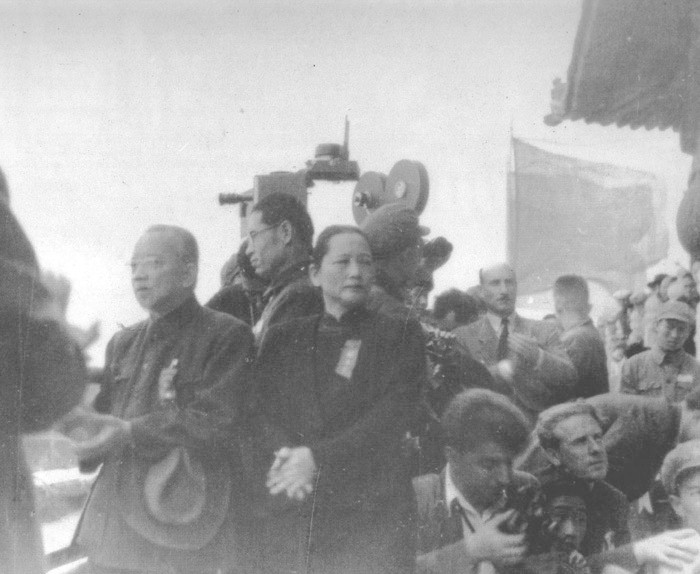
Song Qingling și Li Jishen la Ceremonia de inaugurare a RPC (1949)

Song era respectată de comuniștii victorioși, care o considerau drept legătură între mișcarea lor și cea a lui Sun. După înființarea oficială a Republicii Populare Chineze în 1949, a devenit unul dintre cele șase vice-președinți ai Guvernului Popular Central și unul dintre vice-președinții Asociației de Prietenie Sino-Sovietice. În aprilie 1951, a fost anunțat că Song a fost distinsă cu Premiul Stalin pentru Pace pentru anul 1950.

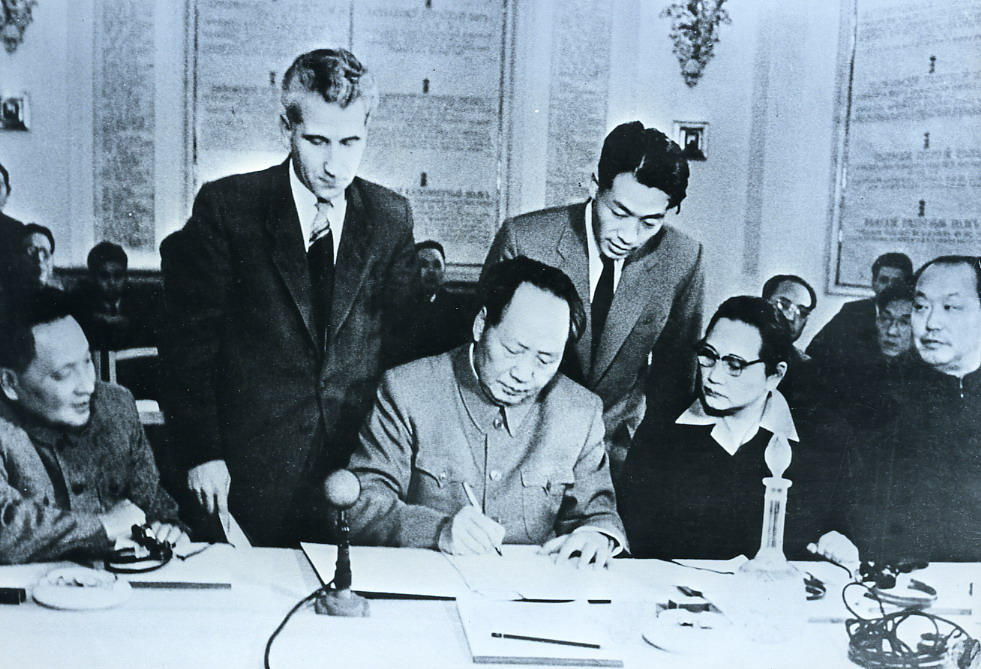
Mao, Song și Deng la Întâlnirea Internațională a Partidelor Comuniste și Muncitorești din 1957

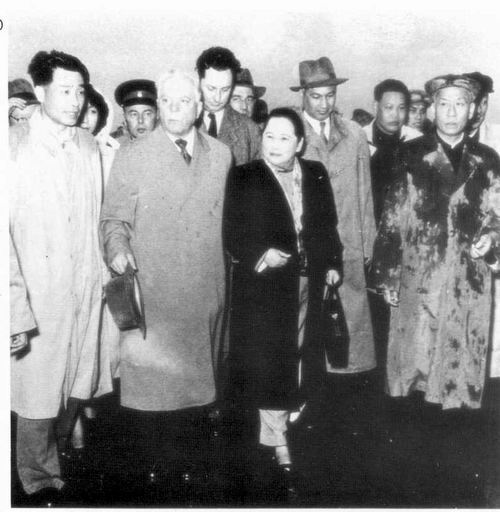
Song Qingling și Klim Voroșilov în 1957

## Sfârșitul vieții și moarte
Song a apărut foarte puțin în public după Revoluția Culturală, având în general o sănătate precară, dar articolele scrise de ea, în principal pe subiecte legate de bunăstarea copiilor, au continuat să apară în presă. Ultima ei apariție publică a avut loc pe 8 mai 1981, când a sosit într-un scaun cu rotile în Sala Mare a Poporului pentru a accepta un doctorat onorific de la Universitatea din Victoria. Câteva zile mai târziu, ea a început să sufere de febră mare și nu a reușit să își revină. Pe 16 mai 1981, la mai puțin de două săptămâni înainte de moartea sa, Song a fost admisă în Partidul Comunist și numită Președinte Onorific al Republicii Populare Chineze (în chineză simplificată: 中华人民共和国名誉主席). Este singura persoană care a deținut acest titlu. Conform unuia dintre biografii lui Song, a vrut să adere la Partidul Comunist din China încă din 1957. Cu toate acestea, atunci când i-a cerut voie lui Liu pentru a se alătura partidului, cererea sa a fost respinsă pentru că „s-a crezut că e mai bine pentru revoluție ca ea să nu se alăture în mod oficial, dar să fie începând cu acel moment informată, iar opinia ei considerată cu privire la toate aspectele importante din interiorul partidului, și nu doar cele care implică guvernul."